# Campionato dominicano di pallavolo maschile
Il Campionato dominicano di pallavolo maschile è un insieme di tornei pallavolistici dominicani, istituiti dalla FeDoVoli. A livello professionistico consiste di una sola categoria, la Liga de Voleibol Superior, oltre la quale vengono organizzati esclusivamente tornei giovanili o amatoriali.

## Struttura
- Campionati nazionali professionistici:

Liga de Voleibol Superior: vi partecipano 4 squadre.